# Евеллі
Евеллі (фр. Évellys) — муніципалітет у Франції, у регіоні Бретань, департамент Морбіан. Евеллі утворено 1 січня 2016 року шляхом злиття муніципалітетів Мустуар-Ременголь, Незен i Ременголь. Адміністративним центром муніципалітету є Незен. Населення — 3415 осіб (01.01.2021).